# Amfibiestridsskolan
Amfibiestridsskolan (AmfSS) var en truppslagsskola för amfibiekåren inom svenska marinen, som verkade i olika former åren 1902–2004. Förbandsledningen var förlagd i Vaxholms garnison på Rindö.

## Historia
Amfibiestridsskolan var ansvarig för all utveckling av metoder, materiel och organisation inom Amfibiekåren. Som en följd av försvarsbeslutet 2004 avvecklades AmfSS som självständig enhet och uppgick inom Sjöstridsskolan (SSS).
Amfibiestridsskolan traditioner och historia sträcker sig tillbaka Fästningsartilleriets skjutskola i Vaxholm, vilken bildades 1886.
1898 kom skolan att bli en gemensam skjutskola för både Armén och flottan. I samband med att kustartilleriet bildades 1902 omorganiserades skolan till att bli Kustartilleriets skjutskola, vilken kom senare att omorganiseras till Kustartilleriets stridsskola (KAS).
Genom försvarsbeslutet 2000 beslutade riksdagen att kustartilleriet skulle avvecklas, och den kvarvarande verksamheten skulle organiseras som amfibiekåren. Vidare beslutades även att Kustartilleriets stridsskola skulle uppgå och bli en del av Vaxholms amfibieregemente. Genom omorganisationen kom Kustartilleriets stridsskola anta namnet Amfibiestridsskolan. Det med anledning av att det namnet återspeglade bättre den verksamhet som skulle bedrivas vid skolan.
Genom försvarsbeslutet 2004 beslutade riksdagen att Amfibiestridsskolan skulle avvecklas, och verksamheten skulle uppgå och övertas av Sjöstridsskolan i Karlskrona. Den 31 december 2004 avvecklades skolan, från och med 1 januari 2005 övergick skolan till en avvecklingsorganisation fram till dess att avvecklingen skulle vara slutförd senast den 30 juni 2006.

## Förläggningar och övningsplatser
Genom försvarsutredning 88 ändrades ett tidigare regeringsbeslutet att ändras till att Näsbypark skulle behållas och utvecklas. Det med bakgrund till att överbefälhavaren hade föreslagit att etablissementet i Bagartorp skulle lämnas, och de två värnpliktskontoren där, Östra värnpliktskontoret och Marinens värnpliktskontor skulle sammanslås till Mellersta värnpliktskontoret. Även Kustartilleriets skjutskola skulle temporärt förläggas till Näsbypark, för att senast den 1 juli 1992 förläggas till Rindö. År 1990 lämnade Kustartilleriets skjutskola sin förläggning på Kastellet på Kastellholmen och lokaliserades till Näsbypark och den 1 juli 1994 flyttade Värnpliktsverket in på Näsbypark, med dess nya regionkontor Mellersta värnpliktskontoret. År 1995 tillkom Kustartillericentrum, och därmed kom även Kustartilleriets stridsskola att kvarstå i Näsbypark. År 1998 upplöstes och avvecklades Kustartillericentrum, kvar på området var då endast Pliktverket tillsammans med Kustartilleriets stridsskola. Genom försvarsbeslutet 2000 beslutad riksdagen att Amfibiestridsskolan skulle samlokaliseras med Vaxholms amfibieregemente på Rindö. Skolan flyttade den 17 december 2001 från Näsbypark.

## Heraldik och traditioner
I samband med att Amfibiestridsskolan upplöstes och avvecklades, instiftades 2005 Amfibiestridsskolans minnesmedalj i silver (AmfSSMSM).

## Förbandschefer
- 1902–1903: Överste Oskar Sylvander
- 1903–1904: Överstelöjtnant Karl Virgin
- 1904–1905: Överste Otto Ludvig Beckman
- 1906–1908: Överstelöjtnant Carl Gustaf Ahlborn
- 1909–1912: Överstelöjtnant Herman Wrangel
- 1912–1917: Överste Axel Törner
- 1918–1921: Överste Sam Bolling
- 1921–1924: Överstelöjtnant John Carell
- 1925–1934: Överstelöjtnant Hans Malmberg
- 1935–1940: Överstelöjtnant Ragnar Eggertsen
- 1941–1943: Överstelöjtnant Alf Nyman
- 1943–1948: Överstelöjtnant Sven Haglund
- 1948–1950: Överstelöjtnant Erik Nordling
- 1950–1954: Överstelöjtnant Henrik Lange
- 1954–1958: Överste Sixten Gråberg
- 1958–1961: Överste Bertil Larsson
- 1961–1962: Överste Carl-Fredrik Gillberg
- 1962–1963: Överste Birger Ehnrot
- 1963–1967: Överste Björn Engwall
- 1967–1969: Överste Kjell Werner
- 1969–1976: Överste Stig Kassmyr
- 1976–1980: Överste Thorbjörn Ottoson
- 1980–1982: Överste Lars-Göran Rydkvist
- 1983–1984: Överste Ulf Rubarth
- 1984–1987: Överste Kaj Nielsen
- 1987–1990: Överste Torsten Björnsson
- 1990–1993: Överste 1. gr. Per Lundbeck
- 1993–1994: Överste Stefan Jontell
- 1994–1997: Överste Jan-Axel Thomelius
- 1997–2001: Överste Krister Arweström
- 2001–2004: Överste Jörgen Bergmark
- 2004–2004: Överste Johan Eneroth

## Namn, beteckning och förläggningsort
| Kustartilleriets skjutskola  | 1902-01-01 | – | 1991-06-30 |
| Kustartilleriets stridsskola | 1991-07-01 | – | 2000-06-30 |
| Amfibiestridsskolan          | 2000-07-01 | – | 2004-12-31 |
| Avvecklingsorganisation      | 2005-01-01 | – | 2006-06-30 |

| KAS   | 1902-01-01 | – | 2000-06-30 |
| AmfSS | 2000-07-01 | – | 2004-12-31 |

| Vaxholm/Karlskrona (F) | 1902       | – | 1918-??-?? |
| Karlskrona (F)         | 1918-??-?? | – | 1947-??-?? |
| Skeppsholmen (F)       | 1947-??-?? | – | 1990-??-?? |
| Näsbypark (F)          | 1990-??-?? | – | 2001-12-17 |
| Vaxholms garnison (F)  | 2001-12-18 | – | 2004-12-31 |

## Galleri

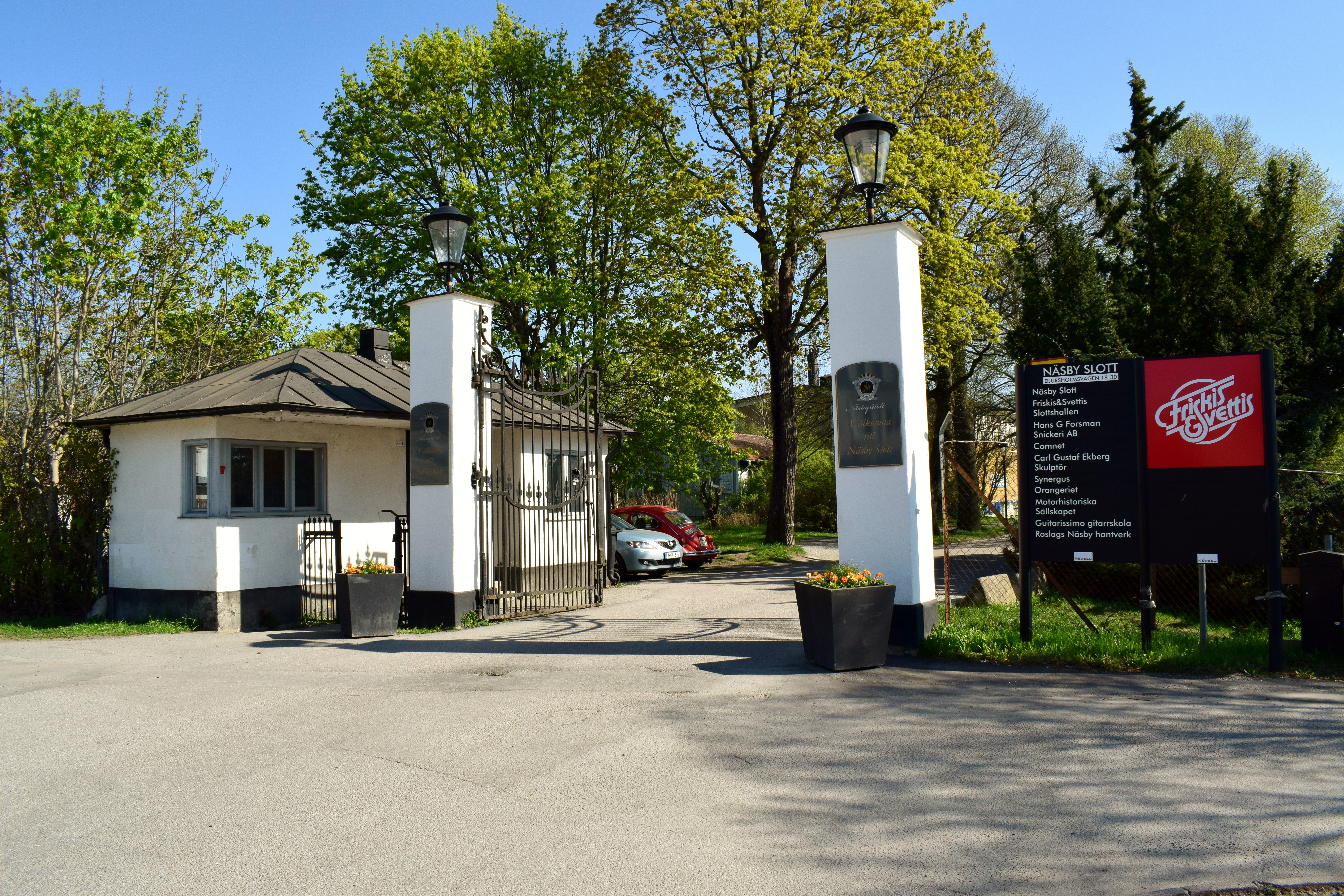
Före detta kasernvakten vid Näsbypark
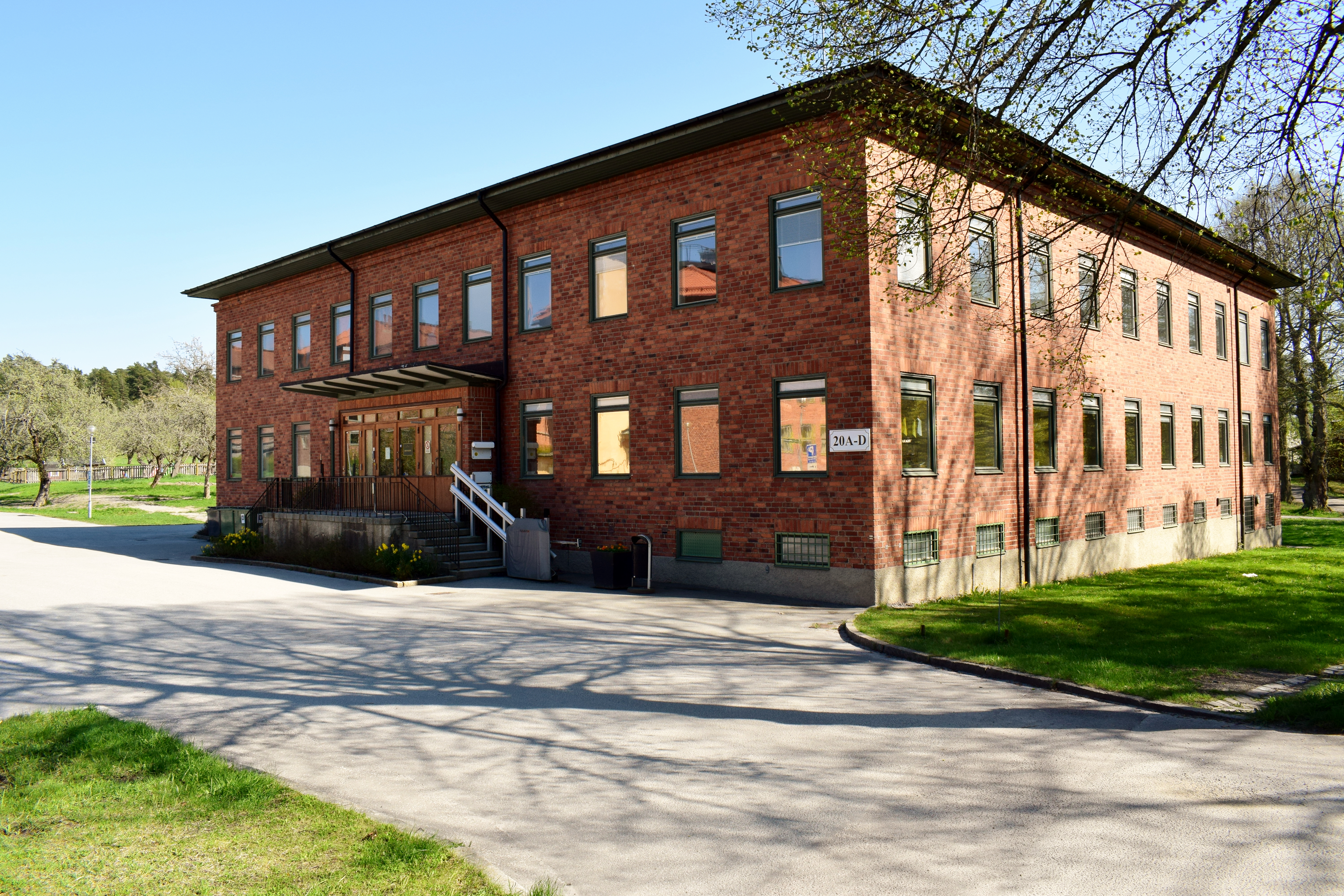
Före detta kadettmässen i Näsbypark
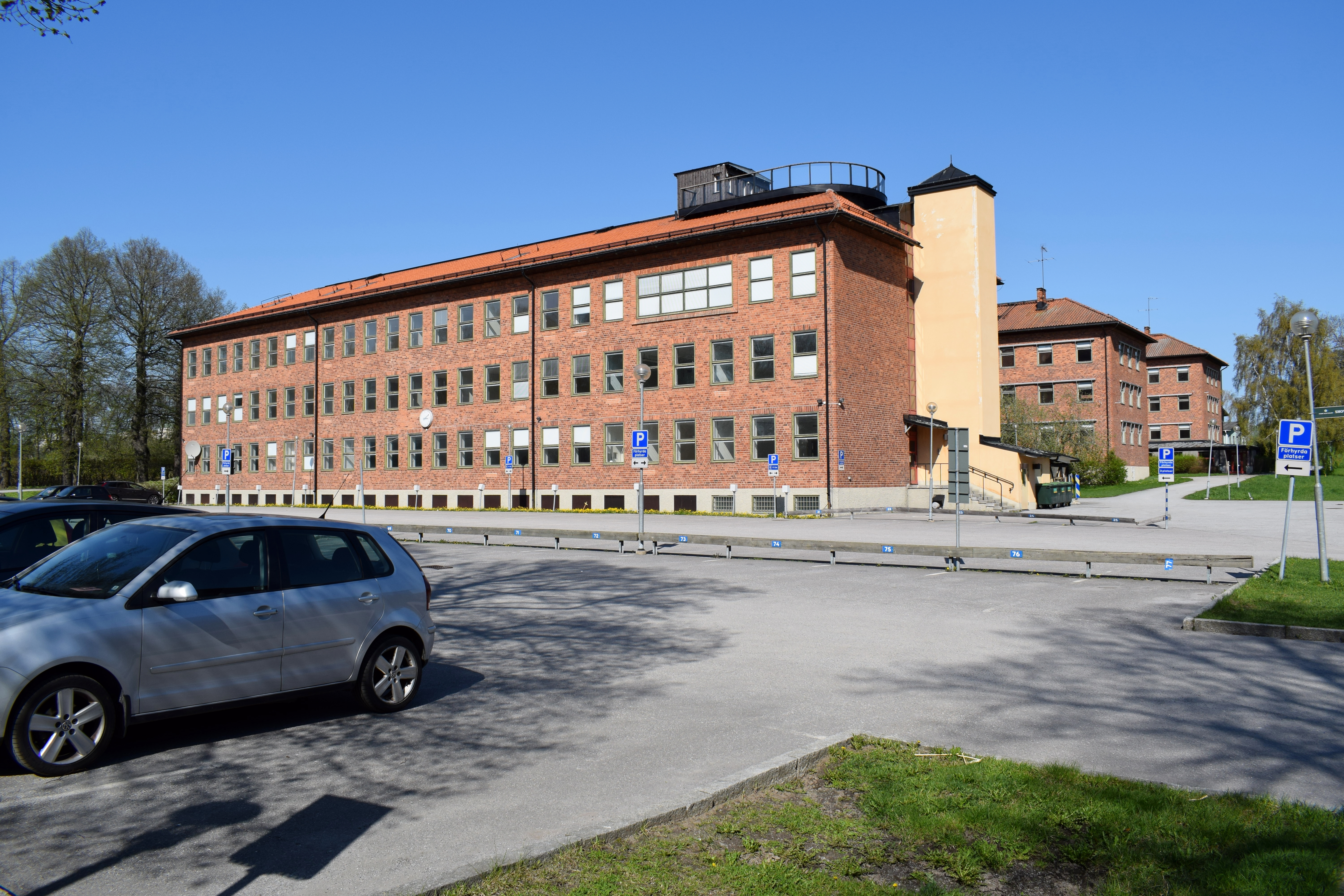
Skolbyggnader vid Näsbypark
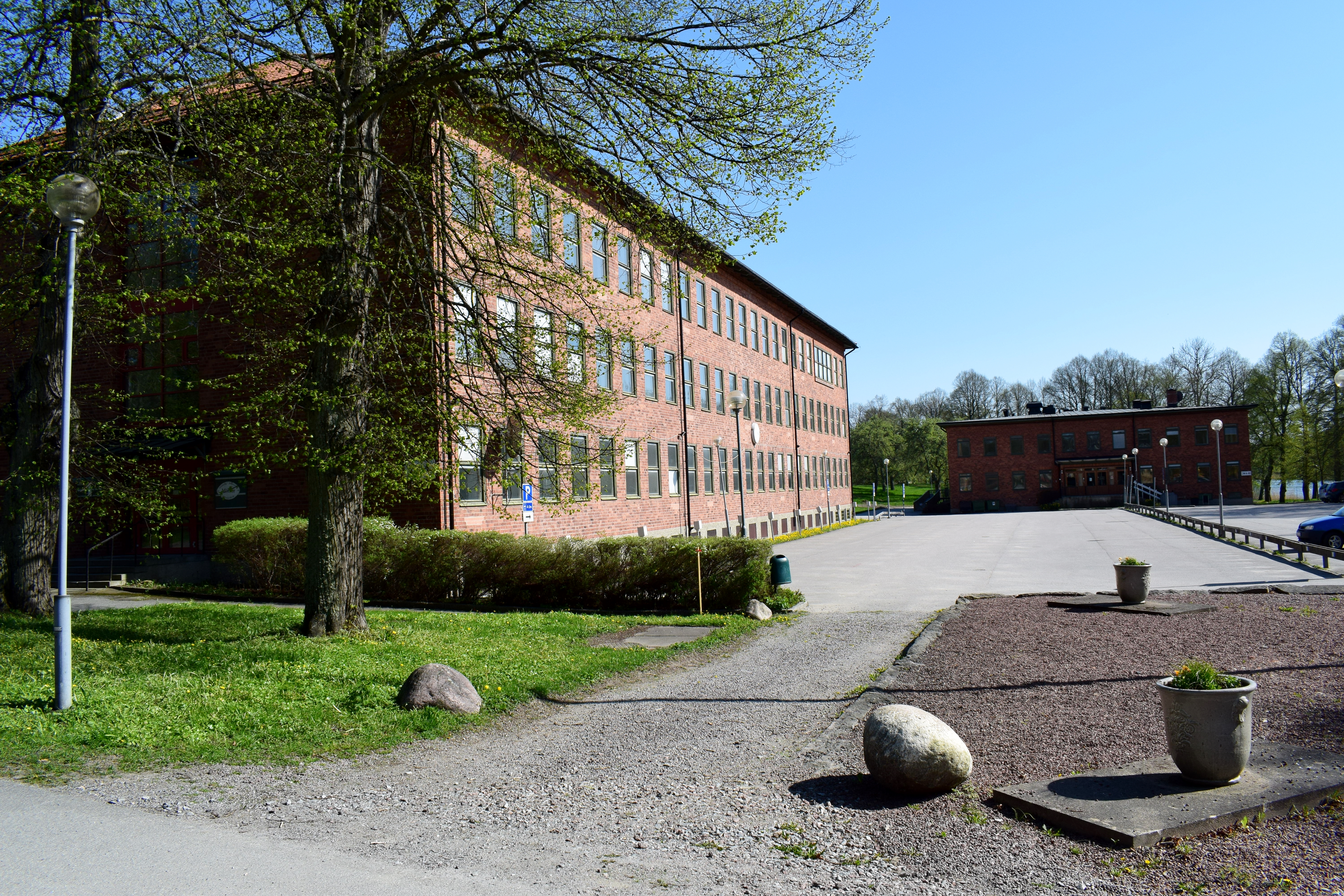
Skolbyggnad samt kadettmässen vid Näsbypark